# 송산 (야구인)
송산(宋山, 1982년 7월 22일 ~ )은 전 KBO 리그 KIA 타이거즈의 포수이자 현재는 KBO 리그 KIA 타이거즈의 에이전트이다.

## 선수 시절
경남상고 3학년 때 2001년 해태 타이거즈의 2차 5순위 지명을 받았고, 단국대학교 졸업 후 2005년에 입단하여 주로 김상훈의 백업 포수로 출장하였다.
2012년 공익근무요원 소집 해제로 복귀한 후, 2012년 5월 5일 넥센 히어로즈와의 경기에서 한국프로야구 최초로 대타 연장 끝내기 내야 땅볼 결승타의 주인공이 되었다. 하지만 시즌 중반 2군에 내려가고 오른쪽 고관절 수술을 받았다. 시즌 후 긴 재활을 이유로 보류선수 명단에서 제외되면서 신고선수로 전환됐다. 그리고 이듬해 3월 현역 은퇴를 선언했다.

## 야구선수 은퇴 후
은퇴한 후 오승환과 임창용이 소속되어 있는 에이전트 회사인 스포츠인텔리전스에 입사하여 에이전트로 전업했다.

## 출신 학교
- 수영초등학교
- 대천중학교
- 경남상업고등학교
- 단국대학교